# إشك فيشك (فلم)
اشك فيشك (بالهندية: इश्क़ विश्क)، (بالأردية: عشق وشک) ترجمة: الحب الرومانسية) هو فيلم بوليودي سنة 2003 من بطولة شاهيد كابور في أول ظهور له مع أمريتا راو.
قصة الفيلم تحكي عن راجيف شاهيد كابور و بايل أمريتا راو وهما صديقان منذ الطفولة. بينما بايل تقع في حب راجيف، و راجيف يخدع بايل و يقول له أنه يحبها. الفيلم كان ناجحأ.

## وصلات خارجية
- مقالات تستعمل روابط فنية بلا صلة مع ويكي بيانات

لا توجد روابط لمواقع التواصل الاجتماعي.